# Washington contra Texas
Washington contra Texas, 388 U.S. 14 (1967), és un cas del Tribunal Suprem dels Estats Units en el qual el Tribunal va decidir que la Clàusula del Procés Obligatòria de la Sisena Esmena de la Constitució (que garanteix el dret d'un acusat penal a forçar la compareixença dels testimonis de la seva part) és aplicable tant als tribunals estatals com als federals. Jackie Washington havia intentat cridar al seu coacusat com a testimoni, però els tribunals de Texas ho varen impedir perquè la llei estatal impedia que els coacusats declaressin l'un per l'altre, basant-se en la teoria que era probable que mentissin a l'estrada.
El Tribunal Suprem va raonar que la clàusula de processament degut de la catorzena esmena feia necessari el dret d'obligar els testimonis de la defensa a declarar pel dret per a l'acusat d'un "procés degut" i just, la qual cosa s'aplica als estats. Només el jutge John Marshall Harlan II es va apartar de l'enfocament del "procés degut" del Tribunal, tot i que va estar d'acord amb el resultat, tal com feia regularment en casos relacionats amb l'aplicació dels drets federals als tribunals estatals.
L'impacte de Washington es va delimitar en un cas posterior, Taylor v. Illinois (1988), en el qual el Tribunal de Justícia afirmava que "els interessos públics compensatoris", com ara la necessitat de tirar endavant els casos ràpidament, podrien equilibrar-se amb el dret d'un acusat a presentar testimonis. Amb Taylor, el Tribunal Suprem va confirmar l'ordre d'un jutge que impedia declarar als testimonis de la defensa a causa del fracàs deliberat de l'advocat de la defensa a l'hora de revelar proves als fiscals abans del judici. Les accions de l'advocat defensor van provocar un llarg retard en el procediment que el jutge del judici va considerar injustificat. Els estudiosos de dret han vist aquesta nova concessió de discreció als jutges del judici com un canvi per confiar en una "justícia eficient", una visió més limitada dels drets del judici que no el "dret a presentar una defensa" establert per Washington.

## Antecedents

### Història de la jurisprudència de la clàusula del procés obligatori

#### Ratificació de la sisena esmena
La clàusula del procés obligatori va ser ratificada com a part de la Sisena Esmena a la Constitució dels Estats Units a la Declaració de Drets el 1791. Accepta "un dret a un acusat criminal ... a disposar d'un procés obligatori per obtenir testimonis al seu favor". La clàusula es va incloure entre d'altres drets (per exemple, el dret a una notificació de càrrecs) com a fonament del funcionament de la justícia penal federal. Originàriament, la sisena esmena només era aplicable al govern federal.
Malgrat la ratificació de la clàusula, el procés obligatori no es va interpretar inicialment per permetre que els acusats declaressin els uns per als altres. Els estats confiaven en la por que dos acusats "juressin per tal de deslliurar l'altre" de l'acusació i evitar que cap dels acusats fos condemnat. A Benson v. Als Estats Units (1892), el Tribunal Suprem va explicar la teoria del dret comú subjacent a aquesta prohibició; és a dir, només podien declarar els testimonis que "no es veiessin afectats com a part pel resultat i estiguessin lliures de qualsevol de les temptacions d'interès". Els tribunals federals van acceptar aquestes normes de dret comú i les van aplicar expressament a Estats Units v. Reid (1852). A Reid, el Tribunal va considerar que el dret comú relatiu al procediment penal vigent en el moment de la ratificació de la Constitució s'aplicaria als tribunals federals; això va mantenir efectivament la prohibició relativa al testimoni de coacusats. Tot i que Reid va ser anul·lat per diferents motius el 1918, va declarar la pràctica general dels coacusats com a testimonis que existia abans de la catorzena esmena.

#### Aplicació als estats
Després de l'aprovació de la catorzena esmena el 1868, el Tribunal Suprem va tractar una sèrie de casos relacionats amb l'abast de la clàusula de procediment degut d'aquesta esmena. Aquesta clàusula estableix que "cap Estat tampoc no privarà ningú de la vida, la llibertat o la propietat sense el procés legal degut". Inicialment, el Tribunal va rebutjar un argument que la clàusula del procés degut s'aplicava als governs estatals a Hurtado v. Califòrnia (1884), un cas relatiu al dret a una audiència del gran jurat. El jutge Matthews, que escrivia per a la majoria del tribunal, raonava que "l'esmena que prescriu un procés legal degut és massa vaga i indefinida per operar com a mesura pràctica". Tot i que aquesta decisió va rebutjar un abast més ampli de la clàusula de processos deguts, el Tribunal va afirmar que la clàusula protegia contra la intrusió de l'estat en els "principis fonamentals de llibertat i justícia que es troben a la base de totes les nostres institucions civils i polítiques".
Hurtado va deixar oberta la pregunta de quins "principis fonamentals de llibertat i justícia" es protegirien. El 1897, es va decidir a Chicago, Burlington &amp; Quincy Railroad v. Chicago (1897) que la clàusula de compensació justa de la Cinquena Esmena relacionada amb la presa de dominis eminents era "un element essencial del procés degut de llei ordenat per la Catorzena Esmena", fins al punt que la presa de propietats ferroviàries de Chicago anava "en la línia d'aquesta modificació". En trobar aquesta aplicació de la clàusula del procés degut, el Tribunal va dir que la compensació justa constituïa "un principi vital de les institucions republicanes, [sense les quals] gairebé tots els altres drets serien inútils".
El mateix any que va tenir lloc el cas de la presa de ferrocarrils, el Tribunal va avaluar quins drets processals de judici constituïen els "principis fonamentals de llibertat" expressats a Hurtado. A Hovey v. Elliot, el Tribunal Suprem, va aplicar específicament la clàusula del procés degut a algunes garanties de judici just, tot considerant que el procés degut "assegura un 'dret de defensa inherent'". Malgrat aquesta declaració àmplia, el Tribunal va destacar que, per qüestions processals relacionades amb el cas, "la nostra opinió, per tant, es limita exclusivament al cas que ens ocupa".
Una dècada després de Hovey, el Tribunal Suprem va anunciar la seva primera norma sobre com s’aplicaria la clàusula de procediment degut de la catorzena esmena. A Twining v. New Jersey (1908), el Tribunal va considerar que "és possible que alguns dels drets personals salvaguardats per les primeres vuit esmenes contra l'acció nacional també es puguin salvaguardar contra l'acció estatal, perquè la seva denegació seria la negació del procés degut de llei". Aquesta interpretació del significat del "procés degut" va obrir la possibilitat que la Declaració de drets pogués aplicar-se als estats. Concretament, el Tribunal va dir a Twining que la prova consistia en si el dret estava integrat en "la mateixa idea del govern lliure". Aquesta prova avalava un enfocament d'"incorporació selectiva", és a dir, avaluaria si calia aplicar un dret als estats segons el cas específic.
El principi d’incorporació selectiva es va ampliar a Palko v. Connecticut (1937), en el qual el Tribunal va examinar si s’hauria d’incorporar el dret contra el doble perill contra els estats. A Palko, el Tribunal va afirmar que es podrien aplicar garanties específiques a la Declaració de drets als estats si "hom considera que el dret és implícit en el concepte de llibertat ordenada". Tot i que vuit magistrats van acordar que el dret de doble perill no era "implícit en el concepte de llibertat ordenada", la prova de Palko s'ha mantingut com a norma per incorporar drets contra governs estatals i locals.

#### Ampliació dels drets processals de judici
Després de Palko, el Tribunal va examinar una per una les proteccions de la Carta de drets. Malgrat aquest enfocament incremental, el Tribunal acabaria per aplicar la majoria dels drets als estats.
En l'àmbit del procediment penal, aquesta doctrina va arribar a protegir la capacitat de l'acusat de "presentar proves exculpatives i testimoniances a càrrec de testimonis". Per exemple, el Tribunal a Brady v. Maryland (1963) va utilitzar la clàusula de procés degut per exigir a les autoritats fiscals estatals que revelessin proves que fossin favorables a un acusat abans del judici.
La jurisprudència del procés degut del Tribunal es va ampliar amb la decisió de 1948 a In re Oliver, la qual va revisar l'abast del dret de "justícia fonamental". El Tribunal va escriure:

### Procés de Washington
Jackie Washington va ser acusada d'assassinat en primer grau a Dallas. En el judici, Washington va declarar en nom seu i va culpar-ne en gran manera un còmplice anomenat Charles Fuller. Va declarar que era Fuller qui duia l'arma homicida —una escopeta— en el lloc dels fets. Quan va intentar que Fuller declarés per donar suport a la seva història, el jutge del procés el va bloquejar tot prenent com a base d’un estatut de Texas que preveia que "les persones acusades o condemnades com a coparticipants del mateix delicte no podien declarar les unes per les altres". La llei, però, no va impedir que un coparticipant declarés per l'estat.
Washington va ser condemnat a 50 anys de presó. La seva condemna va ser confirmada posteriorment pel Tribunal d'apel·lacions criminals de Texas, la instància judicial màxima a Texas, el 1966. El Tribunal d'apel·lacions criminals, el qual raonava que la clàusula del procés obligatori no afectava la manera en què l'estat tractava la "competència" d'un testimoni, va rebutjar la petició de Washington segons la qual s'hauria d'haver permès declarar a Fuller. Washington va presentar una petició al Tribunal Suprem dels Estats Units per conèixer el seu cas i el Tribunal Suprem en va concedir la revisió.

## Dictamen del Tribunal

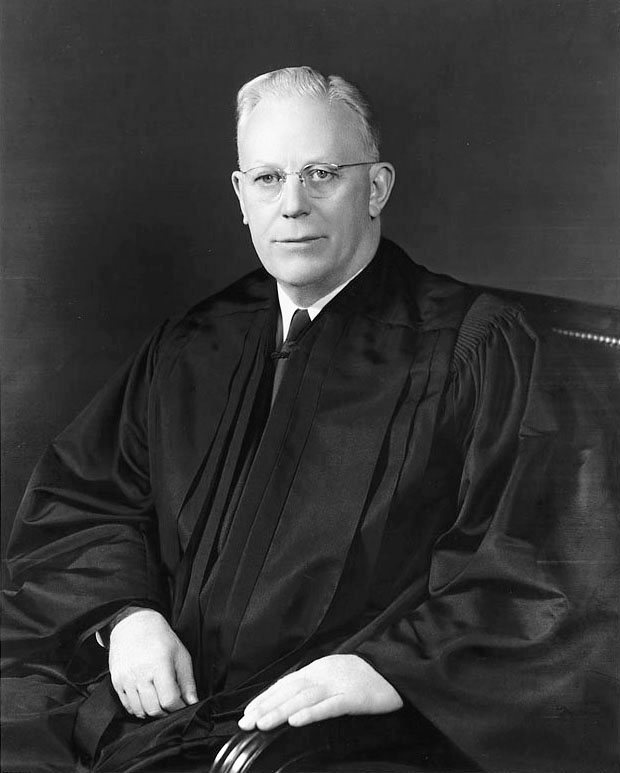
El jutge en cap Earl Warren va redactar el dictamen majoritari a Washington.

El jutge en cap, Earl Warren, va redactar el dictamen del Tribunal, que parlava en nom de vuit jutges per revocar el Tribunal d'apel·lacions criminals de Texas. Warren va començar afirmant que mai no "s'havia sol·licitat prèviament al tribunal que decidís si el dret de l'acusat a tenir un procés obligatori per obtenir testimonis al seu favor ... és tan fonamental per incorporar-lo a la clàusula de degut procés". A causa de la incorporació a d'altres estats de garanties processals, no es podria donar menys pes al "dret d'oferir el testimoniatge de testimonis". Warren va escriure que era fonamental per a la capacitat de "presentar una defensa ... [una] versió dels fets de l'acusat". Aquest dret ampli calia detallar-lo amb cura, va escriure, perquè ignorar com s’aplicaria realment podria fer esdevenir inútil el dret d'obligar els testimonis.
Després de determinar que el "dret al procés obligatori de la sisena esmena és aplicable en aquest procediment estatal" (és a dir, que la clàusula del procés obligatori s'apliqués als estats), es va preguntar si la instància específica del procés de Washington era una privació inconstitucional d'aquest dret. Malgrat la restricció de dret comú contra els coacusats que declaraven els uns per als altres, Warren va assenyalar que els tribunals federals s'havien negat a estar "lligats per 'la mà morta del dret comú'" des del 1918. Juntament amb el precedent de decisions judicials federals anteriors, el fet que hi hagués una gran quantitat d'excepcions a aquesta norma va demostrar l'"absurditat de la norma" mateixa. Concretament, segons l'estatut de Texas —que permetia a un acusat absolt en un judici declarar per l’altre acusat en el judici de l’altre—, la "llei deixa [el codemandat] lliure de declarar quan tingui un gran incentiu per al perjuri, [però] en prohibeix el testimoniatge en situacions en què tingui un motiu menor per mentir".
Warren va concloure que la naturalesa de la llei de Texas en qüestió negava a Washington el dret d'un judici just mitjançant testimonis que poguessin declarar fets "rellevants i materials" del cas. Aquí, tot i que no es basava del tot en la troballa, el Tribunal considerava la llei "arbitrària" perquè la seva discriminació entre la fiscalia i la defensa no facilitava "cap relació racional" amb l'objectiu de prevenir el perjuri. A més, la idea que es prohibís declarar a un testimoni "competent", per ella mateixa, era una predeterminació inconstitucional per part de la legislatura estatal. La decisió del Tribunal va confirmar la importància dels jurats a l’hora d’avaluar la veritat i credibilitat de les declaracions dels testimonis.
Tot i adoptar un principi ampli, el Tribunal no va enunciar cap norma específica sobre la manera com els jutges de primera instància havien d’equilibrar els estàndards probatoris i el dret de l’acusat a obtenir testimonis al seu favor.

### La concurrència de Harlan

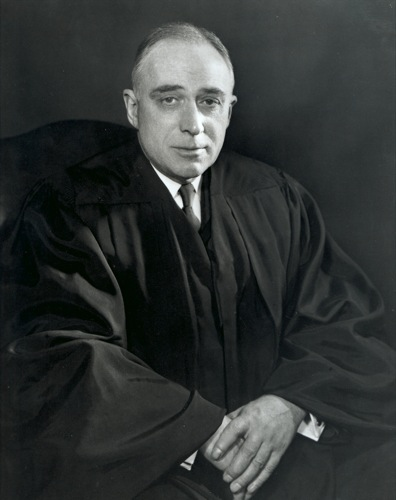
El jutge associat John Marshall Harlan II va escriure un dictamen independent concordant a Washington.

El jutge Harlan, que va estar d'acord amb la decisió de revertir la sentència del tribunal de Texas, però no amb el raonament de la majoria, va escriure un dictamen concordant breu. Va repetir la seva postura que la clàusula del procés degut no incorporava la Declaració de drets als estats; més aviat, la Declaració de drets era un "continu racional, que, a grans trets, inclou una llibertat de totes les imposicions arbitràries substancials i restriccions sense propòsit". Va aïllar la distinció de la llei de Texas entre el coacusat que declarava per l'estat mentre se li prohibia declarar per l'acusat bo i considerant que "no tenia cap justificació". Així, va rebutjar que tingués lloc el judici inconstitucional per motius de la clàusula de procés obligatori; va argumentar, en canvi, que la "barra arbitrària" de l'estat contra un acusat criminal que cridés un coacusat com a testimoni que l'afavorís, tot i que permetia declarar el processat al processament, infringia la clàusula de procediment degut.

## Evolució posterior
En dos casos després de Washington, el Tribunal es va retirar del seu principi ampli segons el qual un acusat en un procés penal té "dret a defensa". Als Estats Units v. Valenzuela-Bernal (1982), el Tribunal va afirmar que un argument del govern segons el qual tenia interès a deportar els estrangers il·legals (alguns testimonis del cas) va compensar el dret de l'acusat a "testimoniatges oculars". A més, a Taylor v. Illinois (1988), el Tribunal va considerar que la "compensació d'interessos públics" també podia compensar els drets de processos obligatoris de l'acusat.
A Taylor, un seguit d’infraccions deliberades al descobriment per part de l’advocat defensor durant el judici van portar el jutge del procés a bloquejar els intents d’ajornar els procediments per permetre a un altre testimoni de la defensa no revelat la possibilitat de declarar; el jutge havia considerat que calia que hi hagués alguna sanció contra la defensa per la seva manca de divulgació de testimonis abans del cas. Un tribunal dividit va confirmar l'exclusió del testimoni pel jutge del procés, la qual cosa va afegir un marc nou per equilibrar el dret d'un defensat a una defensa sòlida amb un seguit d'altres factors. És a dir, el marc nou requeria examinar l'interès de l'estat per una justícia "eficient", per excloure proves que manquen d'integritat, i per una autoritat judicial forta amb normes seguides, així com l'interès de la fiscalia per evitar prejudicis arran de la descoberta de la infracció d'un acusat.

## Anàlisi i comentari
L’anàlisi de Washington s’ha centrat en la decisió en un context més ampli de drets processals. Un article del 2007 a la revista Georgetown Law Review de Martin Hewett va criticar la decisió. Les crítiques principals de Hewett es basaven en la manca d'una norma del Tribunal per avaluar si certes proves eren "materials" per al cas d'un acusat. Hewett va assenyalar que en una decisió posterior a Washington el 1973, el Tribunal va aplicar una decisió "específica del cas" en lloc d'una "norma constitucional general". Aquesta línia de decisions, va argumentar Hewett, va conduir a una norma que permet al jutge de primera instància l'autoritat per determinar la "fiabilitat real de les proves" en els casos en què un testimoni no hi és present. El "poder acabat d'assumir" es va limitar als casos del moment d'una manera que suggeria que el càlcul ambigu que emprava el Tribunal era defectuós. Aquesta indefinició de l'estàndard provenia de casos en què les "situacions [implicaven] la fiabilitat de l'evidència exclosa [que] podia determinar". Hewett va concloure argumentant que tots aquests casos havien disminuït les proteccions del jurat i el dret de l'acusat a disposar de la seva pròpia defensa.
Un article de la revista American Criminal Law Review, publicat el 2011 per Stacey Kime, no estava d’acord amb alguns dels arguments de Hewett. Kime va argumentar que "és ben establert que els acusats criminals tenen el dret constitucional de presentar proves exculpatives", en desacord amb la idea que s'havia eliminat la base d'una defensa robusta. En lloc d'això, va culpar l'estàndard "incoherent" d'avui dia pel que fa a la manca d'entesa sobre on rau la "font d'aquest dret constitucional" a disposar d'una defensa forta. A diferència de Hewett, que es va centrar en les decisions posteriors a Washington, Kime creia que hi havia defectes en el dictamen mateix de Washington. En concret, va argumentar que "el raonament del Tribunal no només era innecessari, sinó que la doctrina mateixa de Washington és incompatible amb la història i el text de la sisena esmena".
En la seva revisió de la història subjacent a la sisena esmena, Kime va argumentar que James Madison podria haver redactat un dret més ampli a "demanar proves" (tal com es recollia en la Declaració de Drets de Virgínia), però no ho va fer. Amb aquest context, va dir, la Clàusula del procés obligatori probablement consolidava el dret a citar testimonis i a tenir un judici just, en lloc d'un "dret a defensar" més ampli. L'anàlisi de Kime va concloure que la decisió a Washington havia afegit una "tensió innecessària entre dos drets constitucionals analíticament diferents".